# Église Saint-Étienne de Gréolières
L'église Saint-Étienne est une église catholique située en France sur la commune de Gréolières, dans le département des Alpes-Maritimes en région Provence-Alpes-Côte d'Azur.
Elle fait l'objet d'un classement au titre des monuments historiques depuis le 21 mars 1983.

## Localisation
L'église est située dans le département français des Alpes-Maritimes, sur la commune de Gréolières, au hameau de Hautes-Gréolières.

## Historique
Ancienne église paroissiale de Hautes-Gréolières dominée par la montagne du Cheiron, près du château. Elle a probablement été construite dans la seconde moitié du XIIIe siècle par le comte de Provence Raimond-Béranger pour être l'église paroissiale du Castro de Gravellis Superiobus.
L'église est modeste : une nef voûtée en berceau brisé avec une abside semi-circulaire couverte d'un cul-de-four en plein cintre. Elle possède un double clocher latéral.
L'église était unie à un canonicat de la cathédrale de Vence.
Sa dédicace à saint Étienne est connue depuis le XIVe siècle. 
L'édifice est classée au titre des monuments historiques le 21 mars 1983.

## Mobilier
L'église possédait un retable dédié à saint Étienne, maintenant conservé à l'église Saint-Pierre de Gréolières. Il a été réalisé vers 1480. 
Un autre retable, perdu, attesté par le procès-verbal de visite de l'évêque de Vence, en 1617, décorait le maître autel et représentait saint Jean l'Évangéliste et saint Antoine.

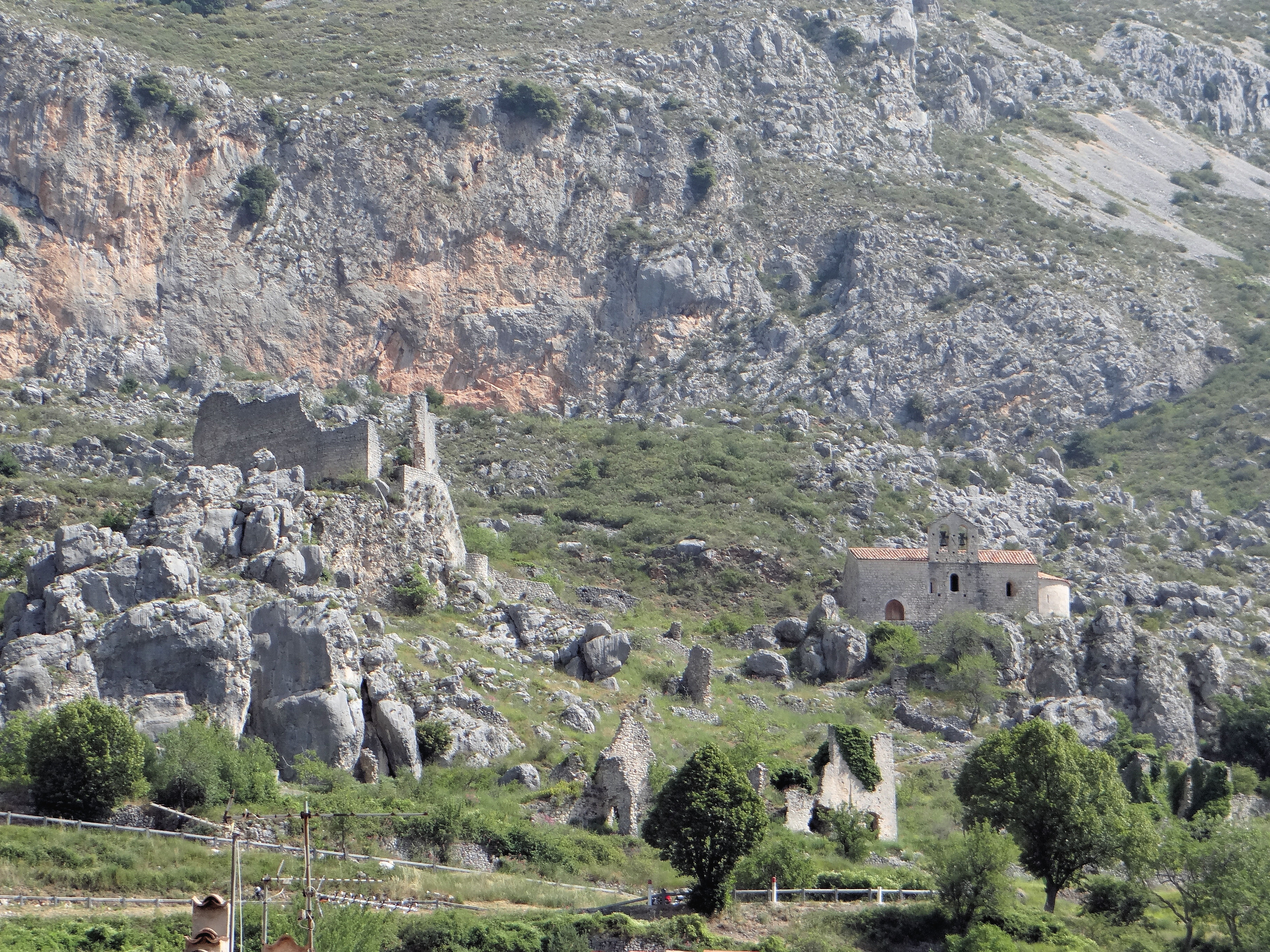
Le château de Hautes-Gréolières et l'église.
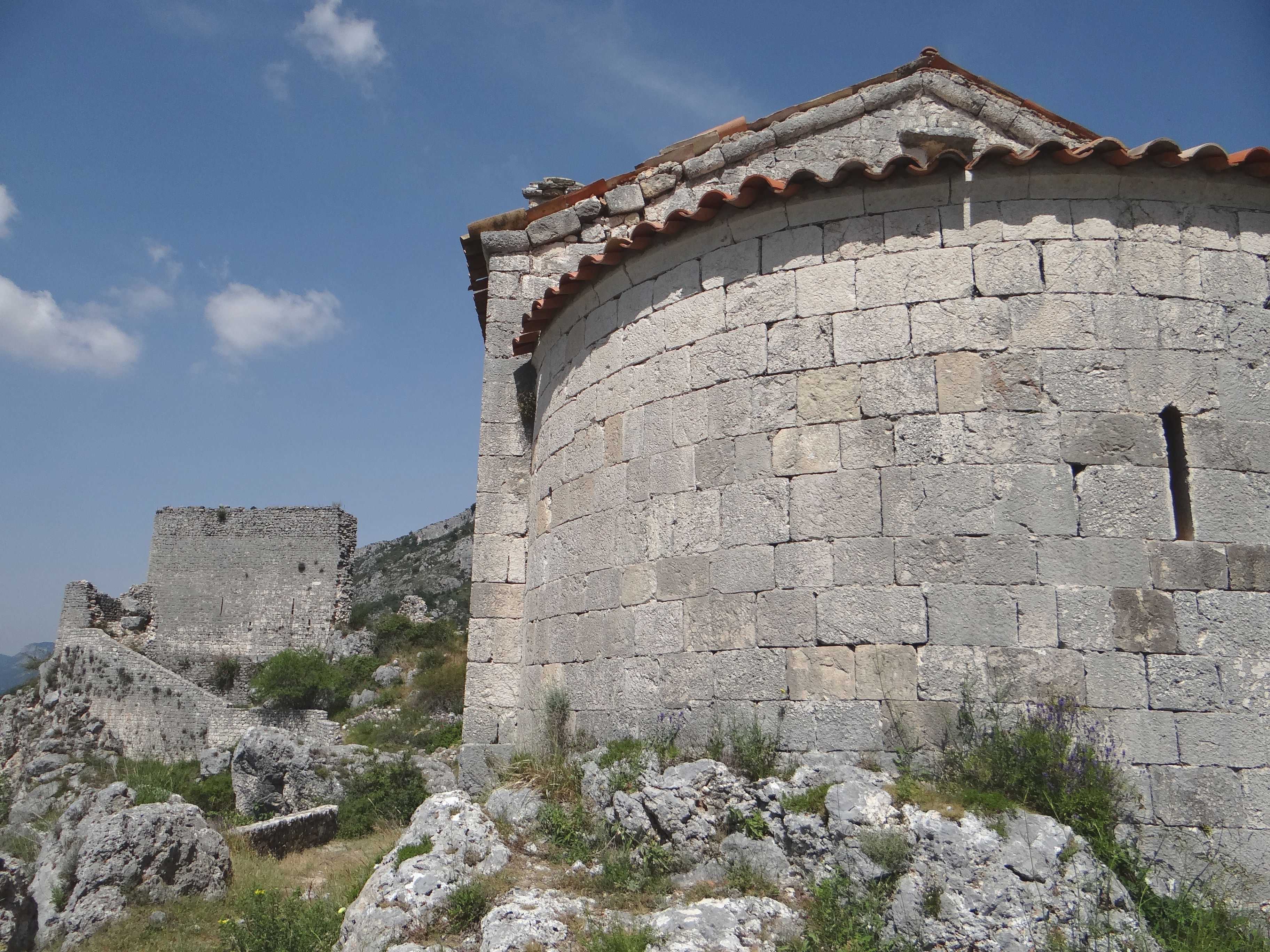
L'abside de l'église et le château de Hautes-Gréolières.
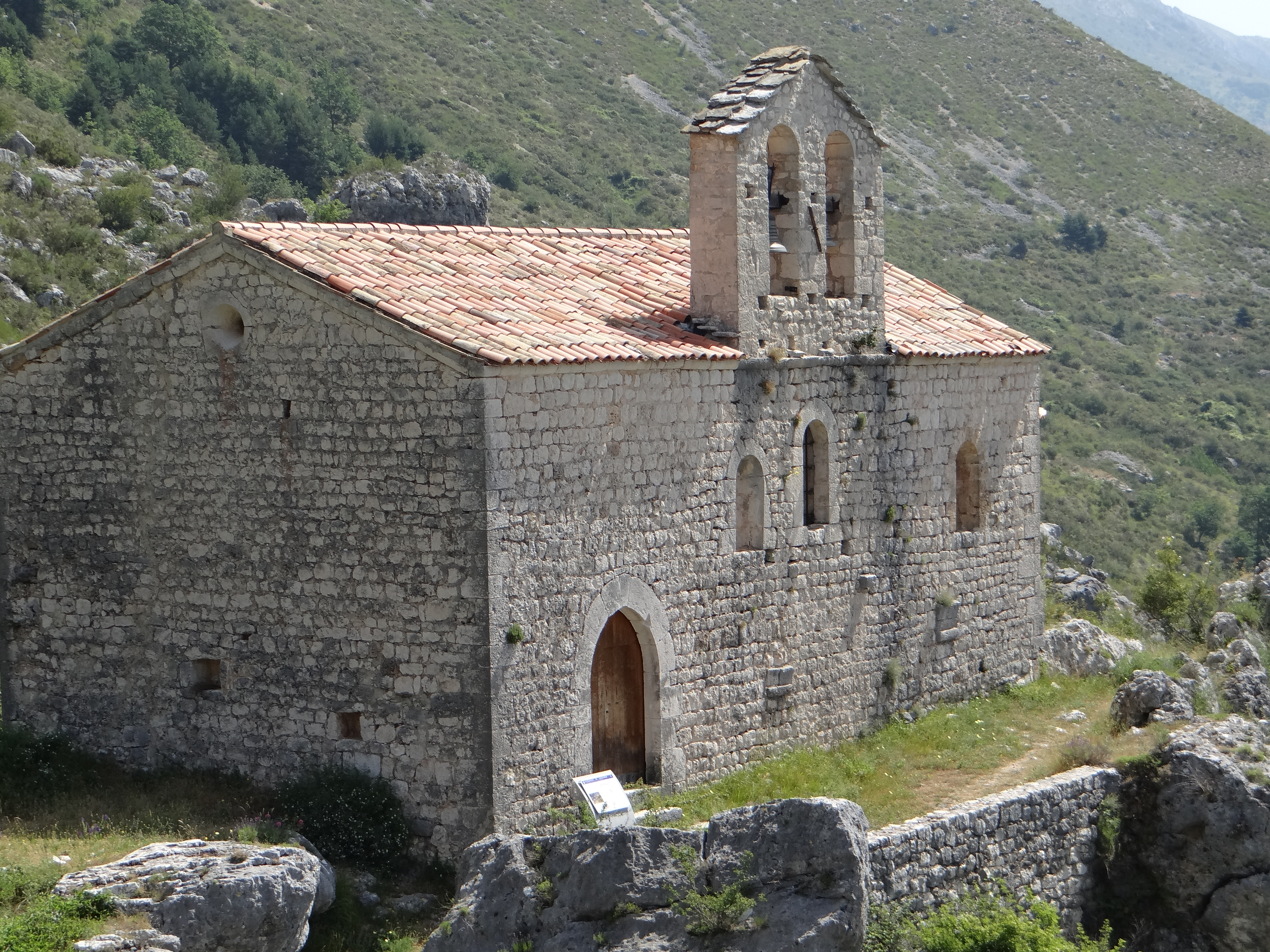
L'église Saint-Étienne.